# 이천고등학교
이천고등학교(利川高等學校)는 대한민국 경기도 이천시 증포동에 있는 공립 고등학교이다.

## 학교 연혁
- 1958년 3월 28일 : 남천고등학교 인가(3학급), 개교
- 1958년 3월 28일 : 초대 박상욱 교장 취임
- 1961년 12월 19일 : 이천북고등학교로 교명 변경
- 1982년 3월 1일 : 이천고등학교로 교명 변경
- 2023년 1월 4일 : 제63회 졸업식 (연인원 16,460명)
- 2023년 3월 2일 : 신입생 274명 입학
- 2023년 9월 1일 : 제23대 권순구 교장 취임

## 참고 자료
- 이천고등학교 - 한국교육학술정보원 학교알리미